# Giovanni Ambrogio Torriani
Giovanni Ambrogio Torriani (* um 1620 (erstmals erwähnt am 14. August 1666) in Indovero, Fraktion der Gemeinde Casargo; † 9. November 1679 in Como) war ein italienischer apostolischer Protonotarius und Bischof von Como.

## Biografie
Giovanni Ambrogio Torriani erhielt als Priester die Titel eines doctor utriusque iuris, eines Magister theologiae und eines Referendars der beiden Signaturen. Er war möglicherweise Propst der Stiftskirche San Lorenzo in Mailand, dann Schatzmeister der Mailänder Kathedrale und apostolischer Protonotar. 1666 wurde er von Papst Alexander VII. zum Bischof von Como ernannt und erhielt in Rom die Bischofsweihe. Mit Hilfe des Prokurators Bartolomeo Menotti, des künftigen Nuntius in der Schweiz, übernahm er am 8. Juli 1667 die bischöfliche Verwaltung und zog am 1. August feierlich in den Dom zu Como ein.
In Begleitung von Generalkonvisitatoren unternahm er 1668 bis 1671 und von 1674 bis 1678 zwei Pastoralbesuche im Bistum Como. Von 1669 bis 1671 und von 1676 bis 1678 bereiste er die Tessiner Pfarreien. Im Jahr 1672 berief er eine Diözesansynode ein.
Gemeinsam mit den Bürgermeistern von Como veranstaltete er feierliche Zeremonien zu Ehren von Kardinal Benedetto Odescalchi, der am 21. September 1676 zum Papst ernannt wurde. Er nahm in Como die Karmeliten der Abgeschiedenen auf, die die Kirche
Trotz seiner Bemühungen gelang es ihm nicht, das Projekt der Gründung eines Priesterseminars umzusetzen, das ihm bei seiner Ernennung zum Bischof anvertraut worden war.